# 元麻布
元麻布（もとあざぶ）は、東京都港区の地名。麻布地区総合支所管内に当たり、現行行政地名は元麻布一丁目から元麻布三丁目。住居表示実施済区域。

## 概要
隣接する南麻布と同じく江戸時代は街外れで農耕地、雑木林、町屋、大名、小名の下屋敷からなる閑散とした地域であった。明治より大正時代にかけて町造りがなされ、太平洋戦争終結後は国際的な盛り場として発展していく六本木至近ということや他所から移動した大使館が加わったこともあいまって徐々に今日の国際色豊かな都心の高級住宅街へと変貌を遂げていった。

### 地価
住宅地の地価は、2025年（令和7年）1月1日の公示地価によれば、元麻布2-3-24の地点で318万円/m2、元麻布3-6-2の地点で236万円/m2となっている。

## 歴史
町名は江戸時代、麻布村の中心地であったことに由来する。現在のところ、文献に「あざぶ」の名が登場するのは、戦国時代末期の1559年（永禄2年）、小田原の北条氏（後北条氏）の軍役賦課台帳、「小田原衆所領役帳」に「阿佐布」とあるのが最初とされている。江戸時代に入っても「安座部」「浅府」「浅生」「麻生」など様々な表記が混在していたが、江戸中期の明暦年間に至り、ようやく「麻布」の表記が定着した。当時、この地で麻布（あさぬの）の生産が盛んだったからともいわれるが、定かではない。かつては、アイヌ語由来説も唱えられたが、現在では否定されている。

### 変遷
- 1962年（昭和37年）に施行された住居表示に関する法律に基づき、1966年（昭和41年）、麻布地区の町名を再編、麻布西町の全域、麻布宮村町、麻布三軒家町の大半、麻布本村町の北半分に、麻布一本松町、麻布桜田町、麻布山元町の各一部を合わせ、「元麻布」となった。

## 世帯数と人口
2025年（令和7年）4月1日現在（港区発表）の世帯数と人口は以下の通りである。
| 丁目         | 世帯数    | 人口    |
| ------------ | --------- | ------- |
| 元麻布一丁目 | 603世帯   | 1,234人 |
| 元麻布二丁目 | 951世帯   | 2,061人 |
| 元麻布三丁目 | 874世帯   | 1,697人 |
| 計           | 2,428世帯 | 4,992人 |

### 人口の変遷
国勢調査による人口の推移。
| 年                 | 人口  |
| ------------------ | ----- |
| 1995年（平成7年）  | 3,759 |
| 2000年（平成12年） | 4,085 |
| 2005年（平成17年） | 4,202 |
| 2010年（平成22年） | 4,324 |
| 2015年（平成27年） | 4,984 |
| 2020年（令和2年）  | 5,163 |

### 世帯数の変遷
国勢調査による世帯数の推移。
| 年                 | 世帯数 |
| ------------------ | ------ |
| 1995年（平成7年）  | 1,666  |
| 2000年（平成12年） | 1,982  |
| 2005年（平成17年） | 2,367  |
| 2010年（平成22年） | 2,053  |
| 2015年（平成27年） | 2,311  |
| 2020年（令和2年）  | 2,406  |

## 学区
区立小・中学校に通う場合、学区は以下の通りとなる（2022年4月現在）。
| 丁目         | 番地            | 小学校           | 中学校             |
| ------------ | --------------- | ---------------- | ------------------ |
| 元麻布一丁目 | 1～4番          | 港区立南山小学校 | 港区立六本木中学校 |
| 元麻布一丁目 | 6〜7番          | 港区立東町小学校 | 港区立六本木中学校 |
| 元麻布一丁目 | 5番             | 港区立本村小学校 | 港区立高陵中学校   |
| 元麻布二丁目 | 7〜10番 14番    | 港区立本村小学校 | 港区立高陵中学校   |
| 元麻布二丁目 | 1～4番          | 港区立笄小学校   | 港区立高陵中学校   |
| 元麻布二丁目 | 5〜6番 11〜13番 | 港区立南山小学校 | 港区立六本木中学校 |
| 元麻布三丁目 | 1～3番 5～13番  | 港区立南山小学校 | 港区立六本木中学校 |
| 元麻布三丁目 | 4番             | 港区立笄小学校   | 港区立高陵中学校   |

## 事業所
2021年（令和3年）現在の経済センサス調査による事業所数と従業員数は以下の通りである。
| 丁目         | 事業所数  | 従業員数 |
| ------------ | --------- | -------- |
| 元麻布一丁目 | 52事業所  | 282人    |
| 元麻布二丁目 | 44事業所  | 686人    |
| 元麻布三丁目 | 130事業所 | 1,145人  |
| 計           | 226事業所 | 2,113人  |

### 事業者数の変遷
経済センサスによる事業所数の推移。
| 年                 | 事業者数 |
| ------------------ | -------- |
| 2016年（平成28年） | 203      |
| 2021年（令和3年）  | 226      |

### 従業員数の変遷
経済センサスによる従業員数の推移。
| 年                 | 従業員数 |
| ------------------ | -------- |
| 2016年（平成28年） | 1,823    |
| 2021年（令和3年）  | 2,113    |

## 施設・名所

### 元麻布一丁目
- 仙台坂
- 大黒坂
- 暗闇坂
- 七面坂
- 麻布氷川神社
- 善福寺
- 麻布山幼稚園
- オーストリア共和国大使館
- 元麻布ヒルズ
- 金蔵寺
- 光善寺
- 賢崇寺

### 元麻布二丁目
- 一本松坂
- 狸坂
- がま池
- カタール国大使館
- マダガスカル共和国大使館
- アルゼンチン共和国大使館
- スロバキア共和国大使館
- 麻布中学校・高等学校
- 西町インターナショナルスクール
- 仁風林
- 本光寺

### 元麻布三丁目
- 駐日本国中華人民共和国大使館 - 太平洋戦争以前までは満州国大使館であった[16]。
- サンマリノ共和国大使館
- リトアニア共和国大使館
- 麻布消防署 - 向かい側にある麻布税務署所在地は西麻布になる。
- 港区立南山小学校
- 更科堀井
- 正光院
- 長玄寺
- 龍沢寺

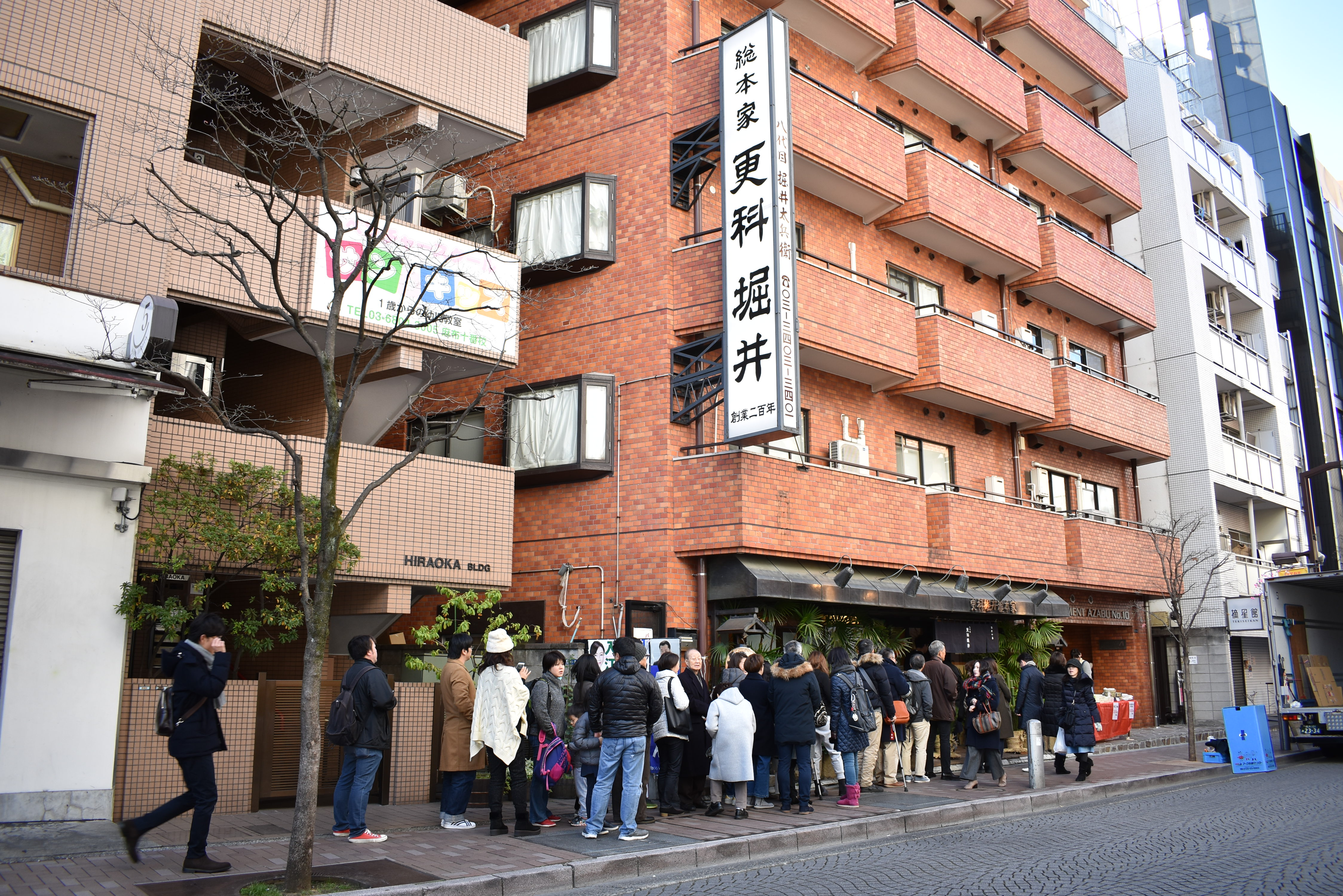
更科堀井（2018年12月30日撮影）
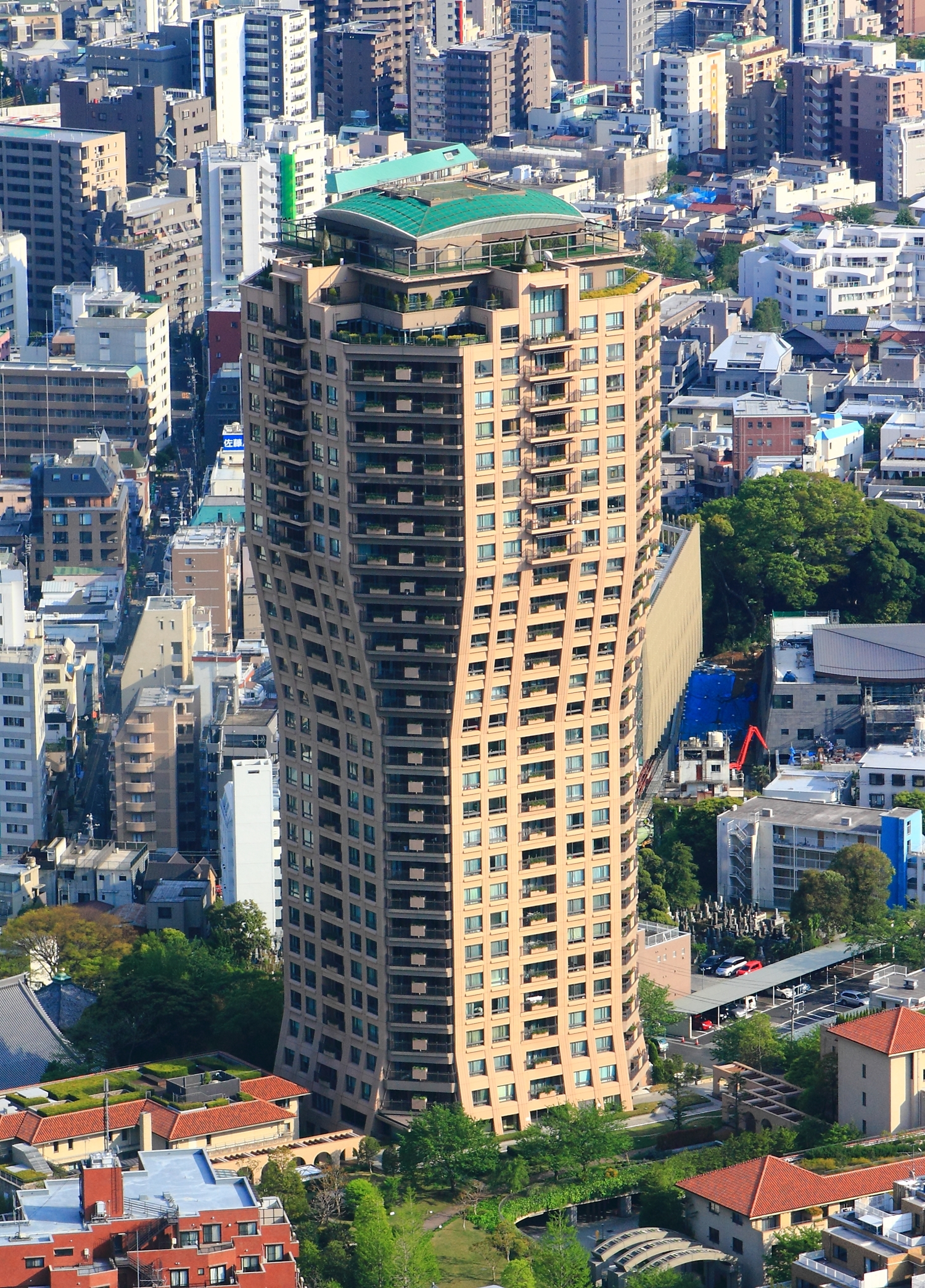
元麻布ヒルズ

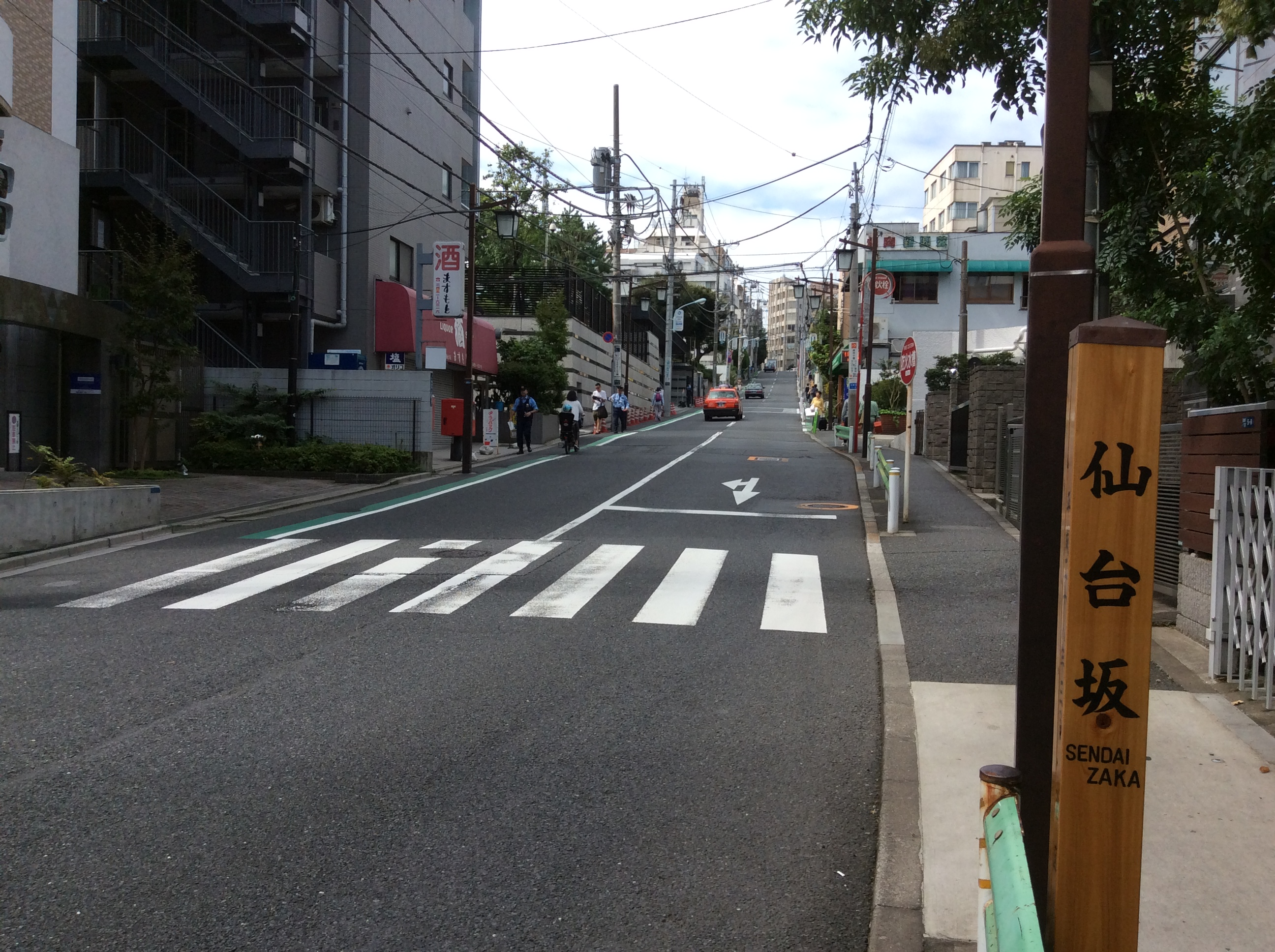
仙台坂を西方向に昇（2017年9月24日撮影）
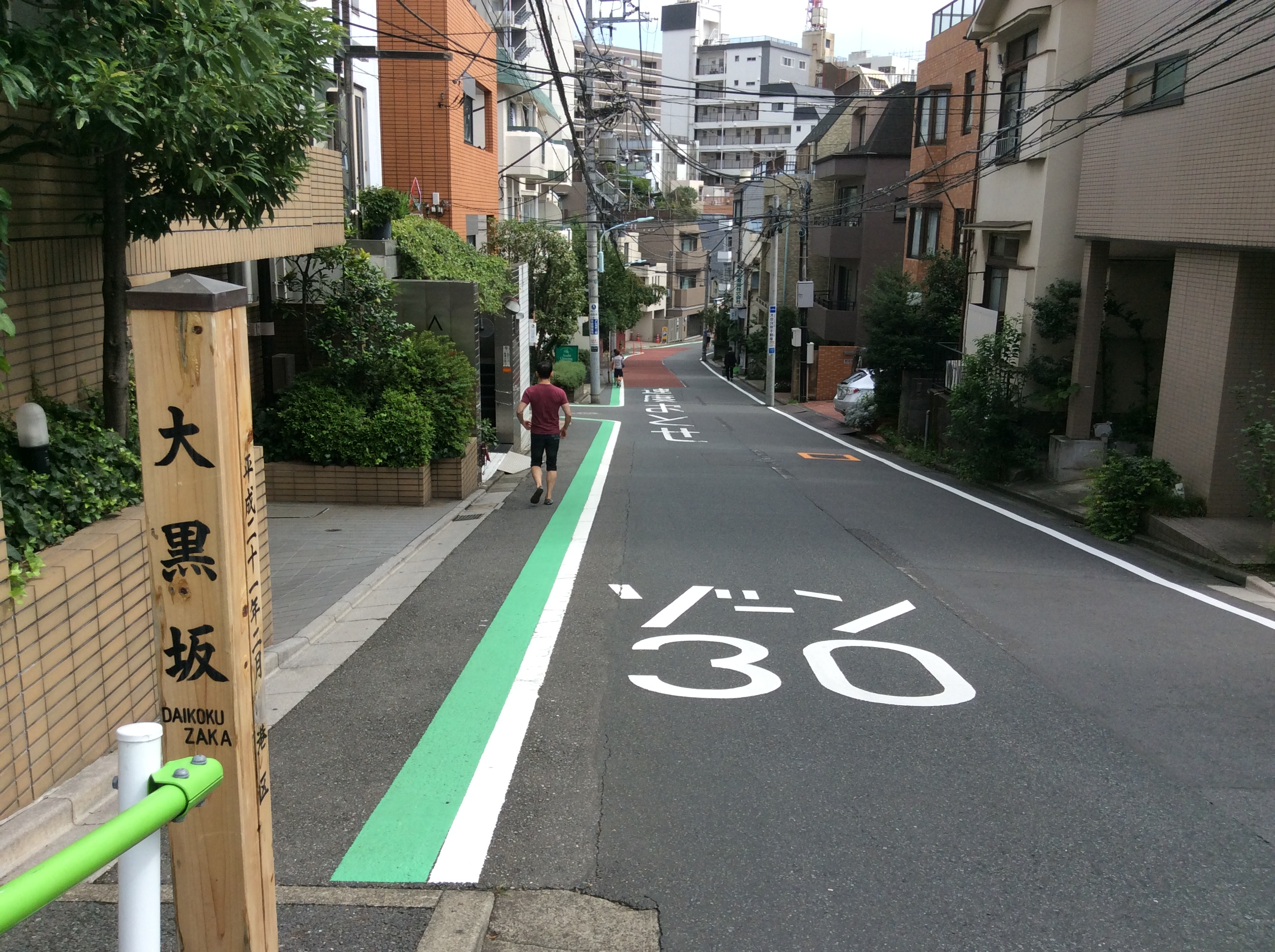
大黒坂を東方向に降る（2017年9月24日撮影）
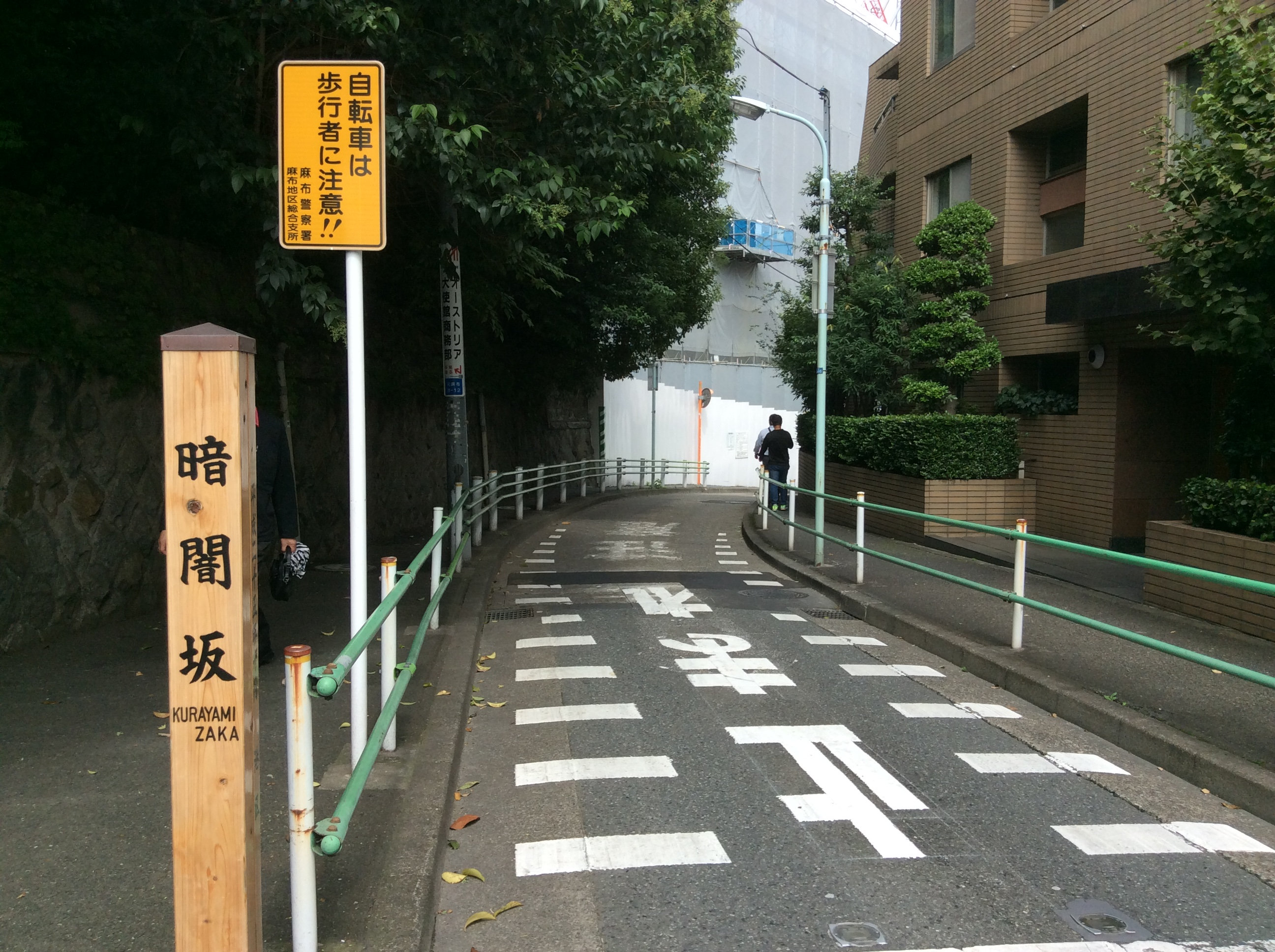
暗闇坂、麻布十番方向への降る（2017年9月24日撮影）
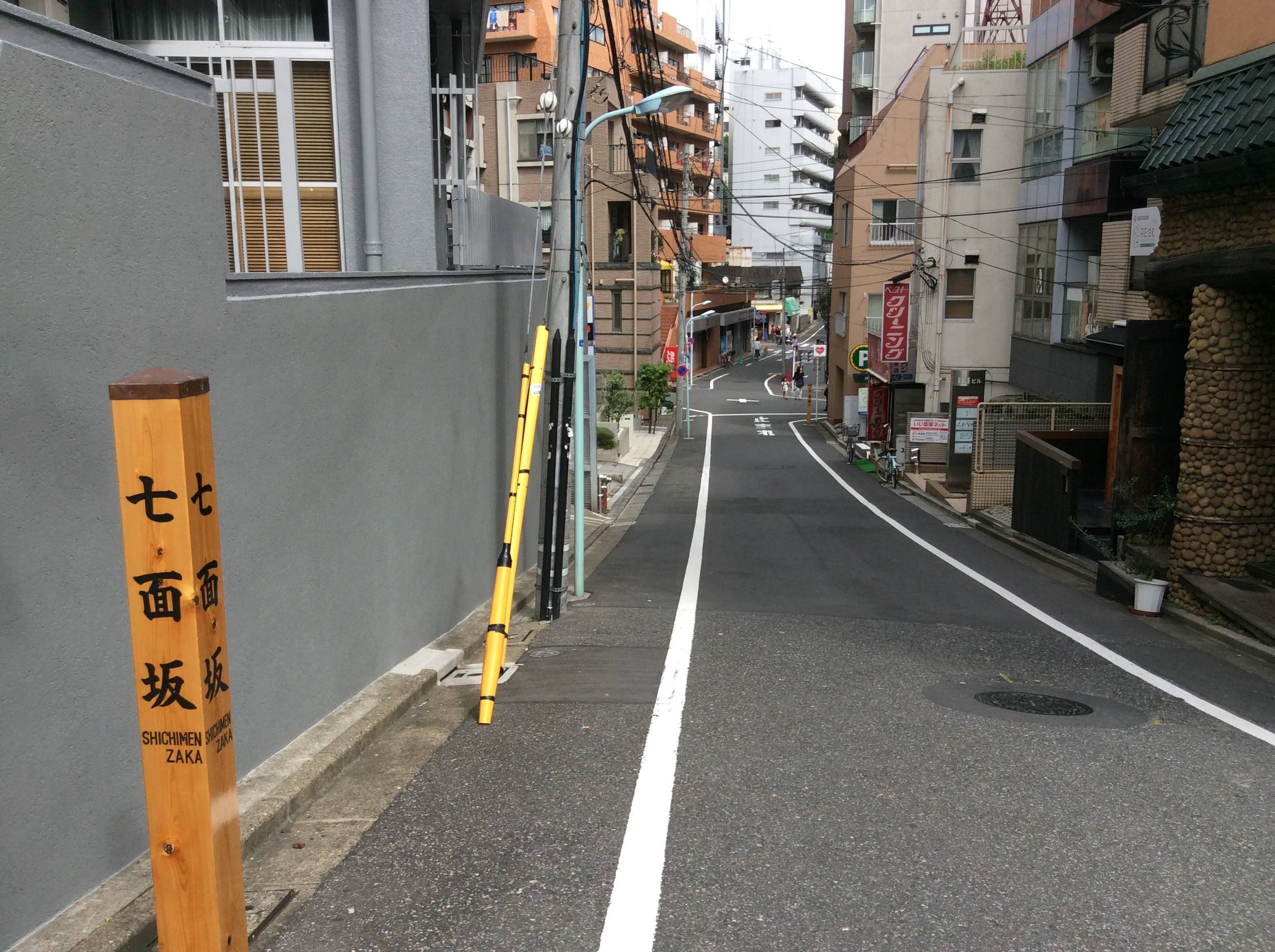
七面坂を北方向に昇（2017年9月24日撮影）
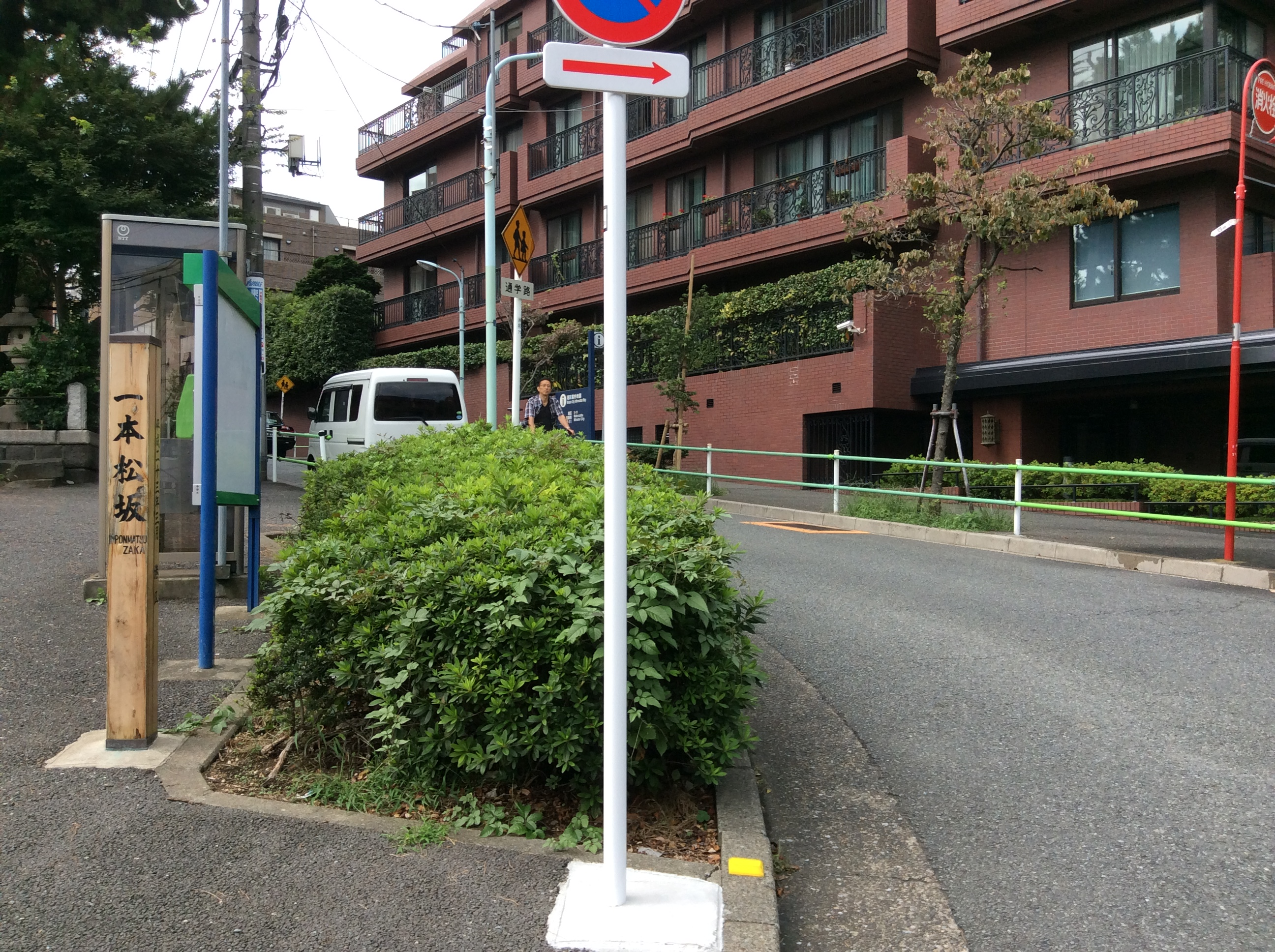
一本松坂を南方向に昇（2017年9月24日撮影）
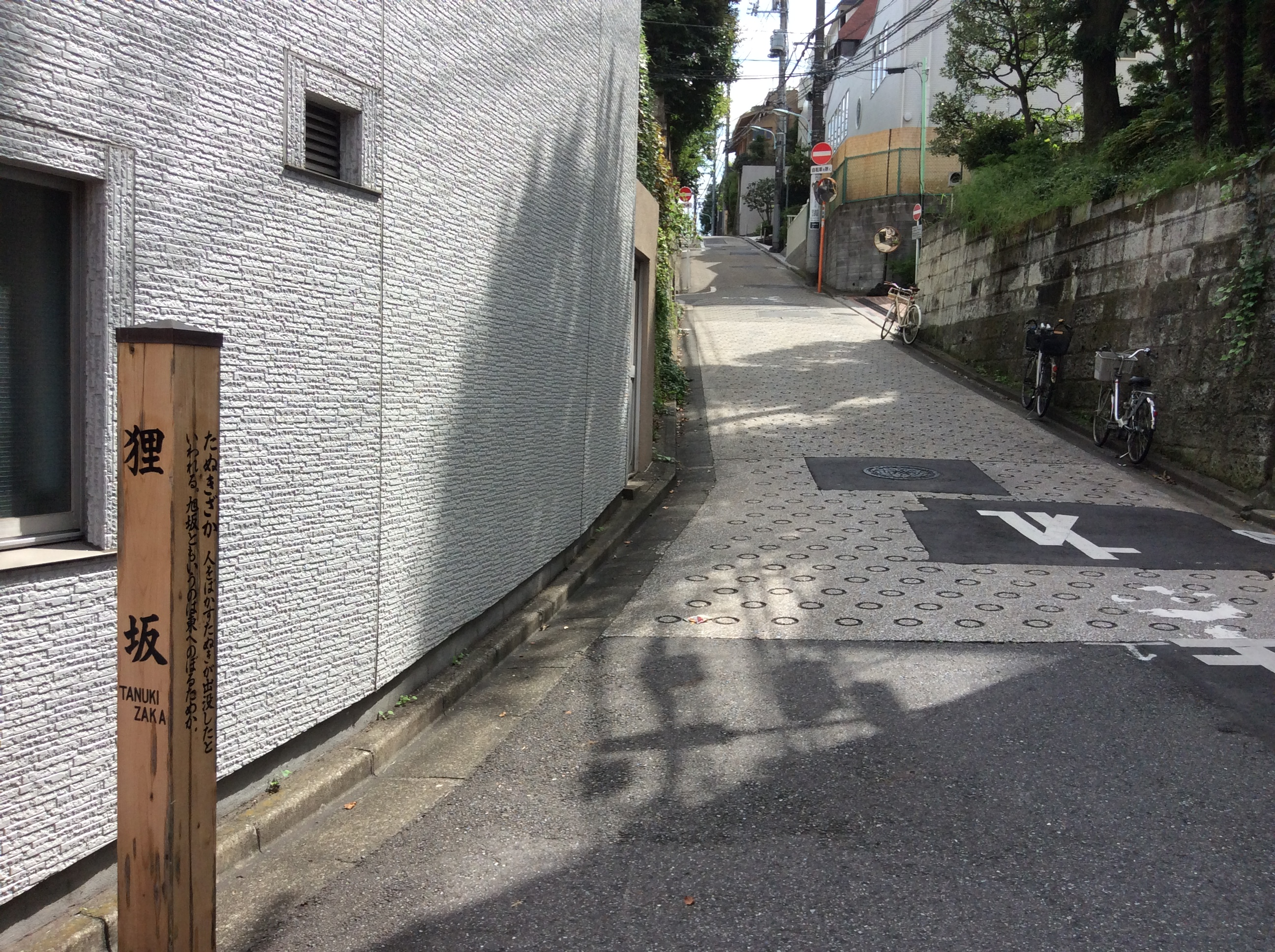
狸坂を南方向に昇（2017年9月24日撮影）

## 交通

### 路線バス
- 都営バス
  - 仙台坂上停留所
  - 元麻布二丁目（区営グランド前）停留所
  - 愛育クリニック前（旧愛育病院前）停留所

## その他

### 日本郵便
- 郵便番号 : 106-0046[4]（集配局 : 芝郵便局[17]）。